# 詰め物パスタ

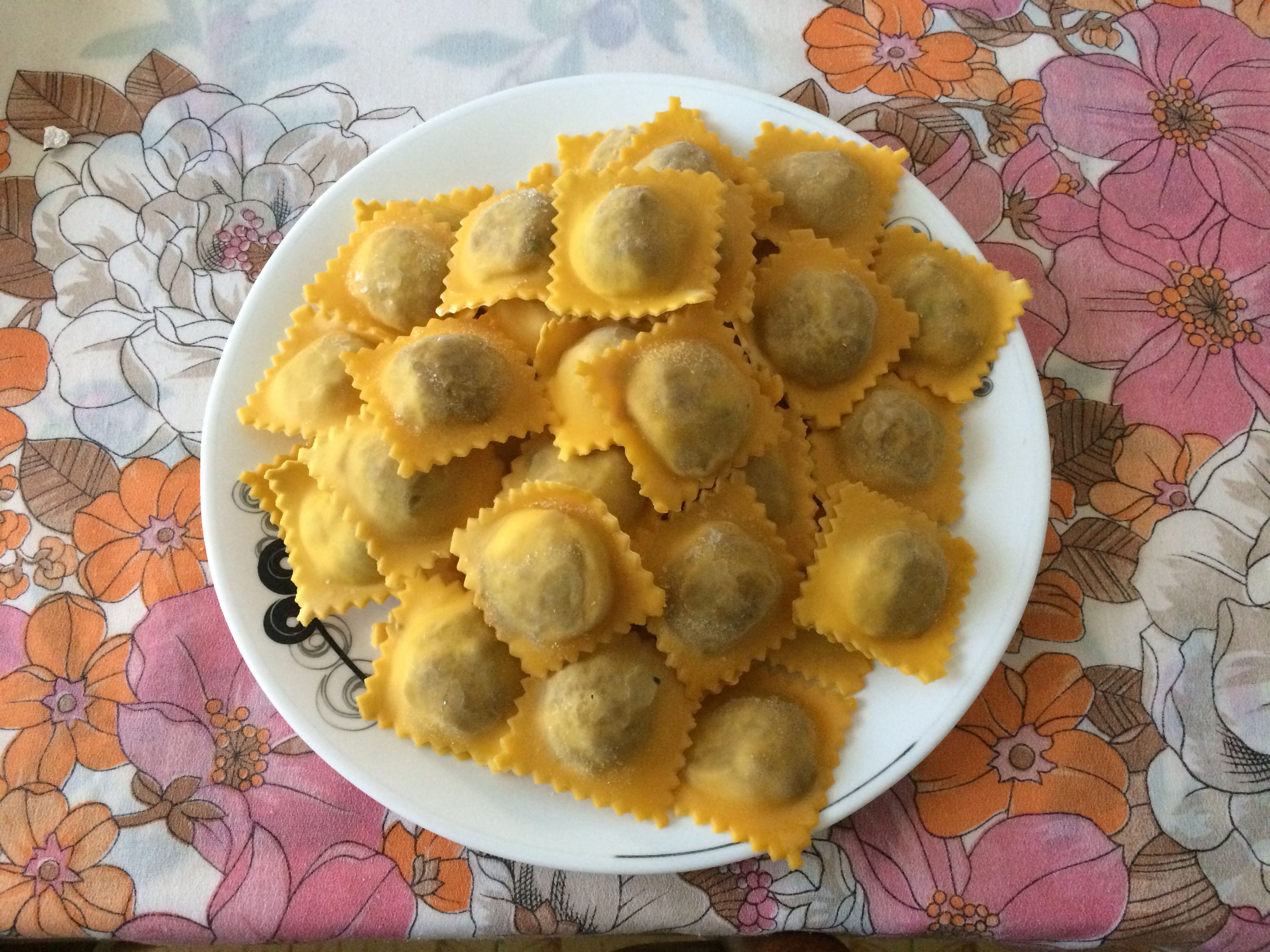
イタリアの肉詰めパスタであるパヴェーぜ・アニョロッティ

詰め物パスタ(Filled pastaまたはStuffed pasta)は、様々な具材の周りを囲むパスタである。このようなパスタは、ユーラシア大陸の非熱帯地域で特に一般的である。詰め物パスタの例としては、ラビオリやトルテリーニがある。

## 作り方
通常、生のパスタを用いるが、閉じない場合は、乾燥パスタを用いることもできる。市販のものは、生地の構造を固定するため、しばしば低温殺菌される。

## バリエーション
地域ごとに具材やレシピは異なり、各地で様々な種類のものが存在する。
多くの詰め物パスタは四方全てを閉じるが、ロトロ・リピエノは、閉じずに巻いて作る。似たようなタイプのパスタには、ラザニアのような層状パスタがある。また、似たような詰め物料理には、カチョリ、サモサ、タマル等があり、パンツェロッティのようにパンやピザに分類されるパスタも存在する。